# Agent de lucru
La mașinile de forță un agent de lucru este o substanță sau un amestec de substanțe, care conține energie sau care poate transfera energie de la un sistem fizic la altul. Prin intermediul agentului se obține transformarea energiei dintr-o formă în alta sau sau se efectuează un proces fizico-chimic.

## Descriere
Un agent de lucru este un gaz sau un lichid care transmite în special forța, mișcarea sau energia mecanică. În hidraulică, apa sau lichidul hidraulic⁠(d) transferă forța între componentele hidraulice, cum ar fi pompe hidraulice⁠(d), cilindri hidraulici⁠(d) și motoare hidraulice, care sunt componente ale mașinilor hidraulice. În pneumatică⁠(d) fluidul de lucru este aerul sau un alt gaz care transferă forța între componente pneumatice, cum ar fi compresoare, pompe de vid⁠(d), cilindri pneumatici⁠(d) și motoare pneumatice⁠(d).
La transmiterea căldurii agentul de lucru este un gaz sau un lichid, numit, după caz, agent termic, respectiv agent frigorific, care transmite căldura în sau din zona de interes prin conducție, și convecție liberă sau forțată.
Agenții de lucru, alții decât aerul sau apa, este necesar să fie recirculați într-o buclă. Unele sisteme hidraulice și de transfer de căldură sunt deschise pentru apă și/sau aer, uneori prin filtre de aer⁠(d). Motoarele termice, pompele de căldură și sistemele care utilizează lichide volatile sau gaze speciale sunt de obicei etanșe, dar dispun de limitatoare de presiune⁠(d).

## La producerea lucrului mecanic
Agentul de lucru poate fi folosit pentru a efectua lucru mecanic util dacă este utilizat într-o turbină. De asemenea, în ciclurile termodinamice, energia poate fi introdusă în agentul de lucru cu un compresor. Formularea matematică pentru aceasta poate fi destul de simplă dacă se ia în considerare un cilindru în care se află un agent de lucru. Pentru a obține lucru mecanic se folosește un piston. Din mecanică, lucrul mecanic efectuat de la starea A la starea B a procesului este dată de:
{\displaystyle L=\int _{A}^{B}\mathbf {F} \cdot \mathrm {d} \mathbf {s} }
Forța agentului de lucru, {\displaystyle \mathbf {F} }, este dată de produsul dintre presiunea din cilindru și aria {\displaystyle \mathrm {A} } a pistonului, {\displaystyle F=p\mathrm {A} ,} adică
{\displaystyle {\begin{aligned}L&=\int _{A}^{B}p\mathrm {A} \cdot \mathrm {d} \mathbf {s} \\&=\int _{A}^{B}p\cdot \mathrm {d} V\end{aligned}}}
unde {\displaystyle \mathbf {s} } este lungimea parcursă de piston, iar {\displaystyle \mathrm {A} \,\mathrm {d} \mathbf {s} =\mathrm {d} V} este variația infinitezimală a volumului cilindrului.

Proces la presiune constantă în diagrama p-V

Dacă la deplasarea pistonului volumul agentului de lucru crește, lucrul mecanic produs este pozitiv, iar dacă scade, este negativ (primit de agent). Prin definiția dată de integrala de mai sus, lucrul mecanic efectuat este reprezentat de aria de sub graficul presiunii într-o diagramă presiune–volum. Pentru cazul în care procesul este izobar (la presiune constantă) lucrul mecanic este dat de
{\displaystyle {\begin{aligned}L&=p\int _{A}^{B}\mathrm {d} V\\&=p\cdot \left(V_{B}-V_{A}\right)\end{aligned}}}

## Alegerea agentului de lucru
În funcție de aplicație, se folosesc diverse tipuri de agenți de lucru. Într-un ciclu termodinamic se poate întâmpla ca agentul de lucru să-și schimbe starea de la gaz la lichid sau invers. Anumite gaze, cum ar fi heliul, pot fi tratate ca gaze ideale. Acesta nu este valabil în general, cazul aburului supraîncălzit nu se supune legii gazelor ideale. Totuși, la temperaturi înalte, abaterea de legea gazelor ideale este mică. Proprietățile fizice și chimice ale agentului de lucru sunt extrem de importante la proiectarea sistemelor termodinamice. De exemplu, într-o unitate frigorifică, amoniacul este un agent frigorific tipic și poate fi utilizat ca agent de lucru, însă în comparație cu apa (care poate fi folosită și ea ca agent frigorific) amoniacul are nevoie de presiuni relativ ridicate, care necesită echipamente mai robuste și mai costisitoare.
În ciclurile termodinamice deschise în care agentul de lucru este aerul, de exemplu în ciclurile turbinelor cu gaze, fluidul de lucru este aerul. Acesta intră într-un compresor unde presiunea acestuia este crescută. Prin urmare, compresorul introduce lucru mecanic în fluidul de lucru (consumă lucru mecanic, lucrul mecanic este negativ). Aerul ajunge într-o cameră de ardere unde primește energie termică prin arderea unui combustibil. Gazele de ardere se destind apoi într-o turbină producând lucru mecanic (pozitiv), o parte fiind folosit pentru antrenarea compresorului, iar restul este efectuat asupra mediului înconjurător (lucru mecanic pozitiv).
Diferiții agenți de lucru au proprietăți diferite, iar la alegerea unuia anume proiectantul trebuie să identifice cerințele majore. În unitățile frigorifice, sunt necesare capacități termice masice latente mari pentru a asigura puteri de răcire mari.
| Aplicație                            | Fluidul de lucru tipic                                                                                       | Exemplu specific                               |
| ------------------------------------ | --- | ---------------------------------------------- |
| Ciclurile turbinelor cu gaze         | Aer | Motor cu reacție                               |
| Ciclurile Clausius-Rankine           | Apă↔abur, pentan, toluen                                                                                     | Termocentrală                                  |
| Mașini frigorifice, pompe de căldură | Clorofluorocarburi, hidroclorofluorocarburi, fluorocarburi, propan, butan, izobutan, amoniac, dioxid de sulf | Frigider, instalație de condiționare a aerului |